# Conus xanthicus
Espèce
Statut de conservation UICN

 LC  : Préoccupation mineure
Conus xanthicus est une espèce de mollusques gastéropodes marins de la famille des Conidae.
Comme toutes les espèces du genre Conus, ces escargots sont prédateurs et venimeux. Ils sont capables de « piquer » les humains et doivent donc être manipulés avec précaution, voire pas du tout.

## Description
Description originale par W.H. Dall : « La coquille est biconique, solide, avec une flèche basse, légèrement turbo, des côtés droits et une dizaine de whorls. La surface des verticilles de la spire est uniformément excavée, lisse, ou avec deux ou trois légères stries spiralées dans le canal. Le périostracum est dense, brun et velouté, sauf aux endroits nettoyés, où le substrat, très adhérent, peut paraître poli. La suture est simple. Les côtés de la coquille sont droits, lisses, avec de très faibles indications de stries spiralées obsolètes, les stries étant plutôt distantes. Près du canal siphonal il y a, comme d'habitude, quelques cordons spiralés. La lèvre externe est droite, se rétractant jusqu'au sinus à chaque extrémité. La couleur de fond de la coquille est blanche avec de larges zones irrégulières jaune brunâtre disposées de manière à indiquer trois zones spiralées blanches irrégulières, une près du canal, une à peu près au milieu du côté, et la troisième un peu en avant de l'épaule. Sur un autre spécimen, la couleur jaune est généralement diffuse et seule la bande centrale est obscurément indiquée. Il n'y a pas de motif sur la flèche. Hauteur de la coquille, 42 mm ; de l'épaule, 37 mm ; diamètre maximum de la coquille, 22,5 mm ; du canal, 5 mm ».
La taille de la coquille varie entre 22 mm et 50 mm.

## Distribution
Cette espèce marine est présente dans le Golfe de Californie, l'ouest du Mexique jusqu'au Honduras ; au large des îles Galápagos.

### Niveau de risque d’extinction de l’espèce
Selon l'analyse de l'UICN réalisée en 2011 pour la définition du niveau de risque d'extinction, cette espèce se trouve du golfe de Californie jusqu'au nord de la Colombie, y compris les îles Galápagos et les îles Revillagigedo. Cette espèce a une large distribution, et bien qu'elle soit considérée comme peu commune et pas facilement disponible sur le marché, elle n'est pas considérée comme menacée car elle n'est pas surexploitée, n'est accessible qu'à partir de chaluts et n'est pas régulièrement collectée. La distribution de cette espèce chevauche des aires marines protégées. Cette espèce est classée dans la catégorie préoccupation mineure.

## Taxonomie

### Publication originale
L'espèce Conus xanthicus a été décrite pour la première fois en 1910 par le naturaliste, malacologiste et paléontologue américain William Healey Dall dans « Proceedings of the United States National Museum »,.

### Synonymes
- Conus (Dauciconus) xanthicus Dall, 1910 · appellation alternative
- Conus chrysocestus Berry, 1968 · non accepté
- Dauciconus xanthicus (Dall, 1910) · non accepté